# HMS Southampton (C83)
A HMS Southampton a Brit Királyi Haditengerészet Town osztályú könnyűcirkálója volt a második világháborúban. Ez volt az ötödik hajó, amely ezt a nevet viselte, és a Town osztály első öt hajója által alkotott alosztály névadója volt.

## Szolgálat

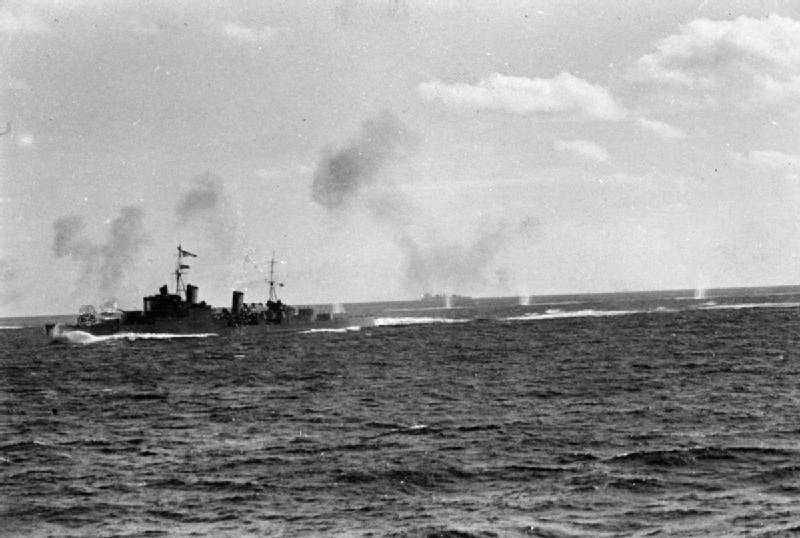
A Southampton csata közben a Spartivento-foknál, 1940. november 27-én. Az ágyúk tüze is látszik, ahogy a hajó mellett becsapódó lövedékek által felvert víz is. A fotót a HMS Sheffield fedélzetéről készítették.

A szolgálatba állása után rögtön a 2. Cirkáló Század zászlóshajója lett. 1939. szeptember 5-én megállította a Johannes Molkenbuhr német áruszállítót, de az elsüllyesztette magát. Október 16-án épp Rosyth-ban horgonyzott, mikor egy német Ju-88-ról 150 méter magasból ledobott 500 kg tömegű bomba eltalálta. A bomba a "Pom-pom" ágyúk lőszerraktára mellett csapódott be, áthaladt 3 fedélzeten, elhagyta a hajótestet és a vízben robbant fel. A Southampton csekély szerkezeti sérüléssel és kisebb elektromos problémákkal megúszta az esetet. Novemberben részt vett a Scharnhorst és a Gneisenau üldözésében a Rawalpindi-incidens után.
1940 februárjában áthelyezték a Scapa Flow-ban állomásozó 18. Cirkáló Századhoz. Április 9-én a norvég partok közelében német repülők támadták meg, de csak apróbb sérüléseket szenvedett, bár a fő fegyverzet irányítása egy ideig nem működött. Ezt kijavították, majd Plymouth-tól délre invázióellenes feladatokat látott el, amíg vissza nem rendelték Scapa Flow-ba.
November 15-én Gibraltár felé vette az irányt, majd november 27-én részt vett Szardíniától délre, a Spartivento-foknál a brit és olasz hajók küzdelmében. Decemberben áthelyezték a Vörös-tengerre, hogy a katonákat szállító konvojokat kísérje, illetve részt vett Kismayu bombázásában is az afrikai olasz állások elleni támadás keretében. 1941. január 1-jével áthelyezték a 3. Cirkáló Századba.

## Az utolsó bevetés
A Southampton részt vett az Excess-hadműveletben, aminek célja konvojok Máltára juttatása volt 1941. január 10 és 11-én. Ekkor találkoztak először a Luftwaffe hajózás-elleni tevékenységével a Földközi-tengeren. Január 11-én a Gloucesterrel együtt megtámadta a tengelyhatalmak 12 db Ju 87 zuhanóbombázója Máltától délkeletre. Legalább két találatot kapott és kigyulladt; 81 fő esett áldozatul, a legénység többi részét kimentette a Gloucester és a HMS Diamond. A súlyosan sérült és mozgásképtelenné vált hajót torpedókkal süllyesztette el a Gloucester és a HMS Orion.
Sir Andrew Cunningham, aki akkoriban a Mediterrán Flotta parancsnoka volt, a következőket írta levelében egy héttel a támadás után Sir Dudley Pound-nak, a haditengerészet főparancsnokának: "Nem szeretem ezt a Southampton alosztályt. Jó hajók, de az a nagy hangár úgy tűnik, hogy nagyon jó célpont, mindig ott találják el őket."

## Fordítás
- Ez a szócikk részben vagy egészben  a   HMS Southampton (83) című angol Wikipédia-szócikk fordításán alapul.  Az eredeti cikk szerkesztőit annak laptörténete sorolja fel. Ez a jelzés csupán a megfogalmazás eredetét és a szerzői jogokat jelzi, nem szolgál a cikkben szereplő információk forrásmegjelöléseként.

## Külső hivatkozások
- HMS Southampton (angol)
- Southampton alosztály (angol)